# Vegas Golden Knights
Vegas Golden Knights je profesionální americký klub ledního hokeje, který sídlí v nevadské metropolitní oblasti Las Vegas. Do NHL vstoupil v ročníku 2017/18 a hraje v Pacifické divizi v rámci Západní konference. Své domácí zápasy odehrává ve městě Paradise v hale T-Mobile Arena s kapacitou 17 500 diváků. Klubové barvy jsou metalická šeď, zlatá, červená a černá.
Licence byla klubu udělena 22. června 2016. Oficiální představení týmu proběhlo 22. listopadu 2016. Dne 21. června 2017 proběhl rozšiřovací draft, během něhož si nový tým vybíral nechráněné hráče z ostatních klubů NHL.
Název klubu je odvozen od Army Black Knights, sportovního týmu Vojenská akademie Spojených států amerických ve West Pointu, kde zakladatel týmu Bill Foley v mládí působil. Maskotem je korovec jedovatý jménem Chance.
Ve své úvodní sezóně tým překonal řadu rekordů, když jako první nováček v historii NHL vyhrál patnáct z dvaadvaceti úvodních zápasů, včetně dvou šňůr pěti vítězných utkání za sebou. V základní části zaznamenali Golden Knights 51 vítězství, 24 porážek a 7 remíz a stali se prvním týmem v moderní historii velkých severoamerických profesionálních soutěží (NHL, NFL, NBA a MLB), který měl ve své debutové sezóně aktivní bilanci. Postoupili až do finále Stanley Cupu, což se nováčkovi podařilo pouze v úvodní sezóně 1917/18 (kdy byli nováčky všichni) a v sezoně 1967/68 to dokázali St. Louis Blues (tehdy ovšem došlo ke zvýšení počtu týmů na dvojnásobek a Blues na cestě do finále nepotkali žádného z původních účastníků). Ve finále ale nakonec podlehli týmu Washington Capitals.
V sezóně 2022/23 se Golden Knights znovu dostali až do finále, kde tentokrát porazili Floridu Panthers a získali svůj první Stanley Cup ve své historii.

## Češi a Slováci ve Vegas Golden Knights
| Sezóna                                                                   | Hráči – Češi              | Hráči – Slováci | Soupiska | Playoffs |
| 2017/2018                                                                | Tomáš Hyka • Tomáš Nosek  | Tomáš Tatar     | Zde      |          |
| 2018/2019                                                                | Tomáš Nosek • Tomáš Hyka  | nikdo           | Zde      |          |
| 2019/2020                                                                | Tomáš Nosek               | nikdo           | Zde      |          |
| 2020/2021                                                                | Tomáš Nosek               | Tomáš Jurčo     | Zde      |          |
| 2021/2022                                                                | Jiří Patera               | nikdo           | Zde      | Ne       |
| 2022/2023                                                                | Jiří Patera               | nikdo           | Zde      |          |
| 2023/2024                                                                | Jiří Patera • Tomáš Hertl | nikdo           | Zde      |          |
| 2024/2025                                                                | Tomáš Hertl               | nikdo           | Zde      |          |
| 2025/2026                                                                | Tomáš Hertl               | nikdo           | Zde      |          |
| Češi - Zdroj na Eliteprospects.com Slováci - Zdroj na Eliteprospects.com |                           |                 |          |          |

## Individuální rekordy jednotlivých sezón

### Základní část
- Zdroj zde

| 2017/2018 |
| 2018/2019 |
| 2019/2020 |
| 2020/2021 |
| 2021/2022 |
| 2022/2023 |
| 2023/2024 |
| 2024/2025 |

| William Karlsson      | 43 |
| Mark Stone            | 33 |
| Max Pacioretty        | 32 |
| Max Pacioretty        | 24 |
| Jonathan Marchessault | 30 |
| Jonathan Marchessault | 28 |
| Jonathan Marchessault | 42 |
| Pavel Dorofejev       | 35 |

| David Perron        | 50 |
| Mark Stone          | 40 |
| Mark Stone          | 42 |
| Mark Stone          | 40 |
| Chandler Stephenson | 43 |
| Chandler Stephenson | 49 |
| Jack Eichel         | 37 |
| Jack Eichel         | 66 |

| William Karlsson      | 78 |
| Mark Stone            | 73 |
| Max Pacioretty        | 66 |
| Mark Stone            | 61 |
| Jonathan Marchessault | 28 |
| Jack Eichel           | 66 |
| Jonathan Marchessault | 69 |
| Jack Eichel           | 94 |

## Umístění v jednotlivých sezonách
| USA / Kanada (2017 – ) |                        |        |    |    |    |   |    |    |     |     |     |     |        |                |
| Sezóny                 | Liga                   | Úroveň | Z  | V  | VP | R | PP | P  | VG  | OG  | +/- | B   | Pozice | Play-off       |
| 2017/18                | NHL (Pacifická divize) | 1      | 82 | 39 | 12 | – | 7  | 24 | 272 | 228 | +44 | 109 | 1.     | Finále SC      |
| 2018/19                | NHL (Pacifická divize) | 1      | 82 | 36 | 7  | – | 7  | 32 | 249 | 230 | +19 | 93  | 3.     | Čtvrtfinále ZK |
| 2019/20                | NHL (Pacifická divize) | 1      | 71 | 39 | 9  | – | 8  | 24 | 227 | 211 | +16 | 86  | 1.     | Finále ZK      |
| 2020/21                | NHL (Západní divize)   | 1      | 56 | 30 | 10 | – | 2  | 14 | 191 | 124 | +67 | 82  | 2.     | Finále ZK      |
| 2021/22                | NHL (Pacifická divize) | 1      | 82 | 34 | 9  | – | 8  | 31 | 266 | 248 | +18 | 94  | 4.     | Ne             |
| 2022/23                | NHL (Pacifická divize) | 1      | 82 | 38 | 13 | — | 9  | 22 | 272 | 229 | +43 | 111 | 1.     | Vítěz SC       |
| 2023/24                | NHL (Pacifická divize) | 1      | 82 | 34 | 11 | – | 8  | 29 | 267 | 245 | +22 | 98  | 4.     | Čtvrtfinále ZK |
| 2024/25                | NHL (Pacifická divize) |        |    |    |    |   |    |    |     |     |     |     |        |                |
| Zdroj na NHL.com       |                        |        |    |    |    |   |    |    |     |     |     |     |        |                |

### Přehled kapitánů a trenérů v jednotlivých sezónách
| Sezóna    | Kapitán      | Hlavní trenér  |
| --------- | ------------ | -------------- |
| 2017/2018 | bez kapitána | Gerard Gallant |
| 2018/2019 | bez kapitána | Gerard Gallant |
| 2019/2020 | bez kapitána | Gerard Gallant |
| 2020/2021 | Mark Stone   | Peter DeBoer   |
| 2021/2022 | Mark Stone   | Peter DeBoer   |
| 2022/2023 | Mark Stone   | Bruce Cassidy  |
| 2023/2024 | Mark Stone   | Bruce Cassidy  |
| 2024/2025 | Mark Stone   | Bruce Cassidy  |

## Úspěchy a vyznamenání hráčů, týmu a realizačního týmu

### Ocenění a trofeje
- Vítěz Stanley Cupu (1x)
  - 2022/23
- Vítěz Campbellovy konference (západní konference) (2x)
  - 2017/18
  - 2022/23
- Vítěz pacifické divize (4x)
  - 2017/18
  - 2019/20
  - 2022/23
  - 2024/25

Conn Smythe Trophy (1x)
- Jonathan Marchessault: 2022–23

Jack Adamse Award (1x)
- Gerard Gallant: 2017–18

Lady Byng Memorial Trophy (1x)
- William Karlsson: 2017–18

Mark Messier Leadership Award (1x)
- Deryk Engelland: 2017–18

Cena generálního manažera NHL (1x)
- George McPhee: 2017–18

Vezina Trophy
- Marc-André Fleury: 2020–21

William M. Jennings Trophy
- Marc-André Fleury a Robin Lehner: 2020–21

## Výběr draftu v prvním kole
- 2017: Cody Glass (6. celkově)
- 2017: Nick Suzuki (13. celkově)
- 2017: Erik Brannstrom (15. celkově)
- 2019: Peyton Krebs (17. celkově)
- 2020: Brendan Brisson (29. celkově)
- 2021: Zach Dean (30. celkově)
- 2023: David Edstrom (32. celkově)
- 2024: Trevor Connelly (19. celkově)

## Významní hráči
- Marc-André Fleury (2017–2021)
- Jonathan Marchessault (2017–2024)
- Chandler Stephenson (2019–2024)
- Reilly Smith (2017–2023, 2025–)
- Mark Stone (2019–)
- Alex Pietrangelo (2020–)
- Paul Stastny (2018–2020)
- Max Pacioretty (2018–2022)
- Alec Martinez (2020–2024)
- Phil Kessel (2022–2023)
- Jonathan Quick (2023)
- Jack Eichel (2021–)
- William Karlsson (2017–)

## Vyřazená čísla
58 - na počest 58 obětí střelby v Las Vegas k 1. říjnu 2017.
99 - na počest působení Waynea Gretzkyho v zápase hvězd NHL 2000 a z pravidla, že žádný hráč, hrající v NHL, již nesmí mít na svém drese toto číslo, které bylo navždy ze soutěže vyloučeno, kvůli vzdávaní pocty, k tomuto hráči.